# Rusep
Rusep is een bestuurslaag in het regentschap Pidie van de provincie Atjeh, Indonesië. Rusep telt 300 inwoners (volkstelling 2010).